# Mastigophora

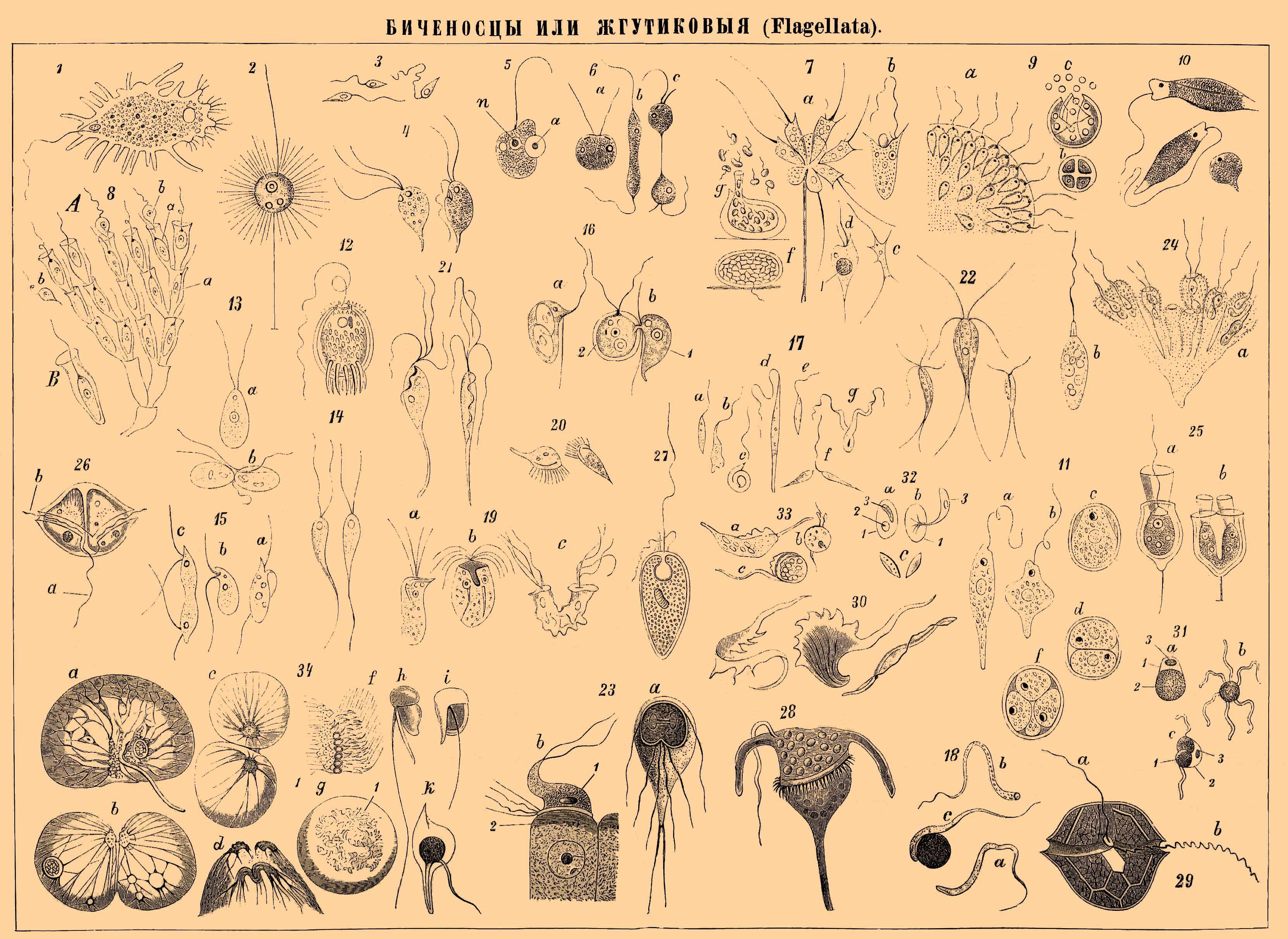
Ejemplos de protistas flagelados.

Los flagelados o mastigóforos (Mastigophora) (del griego mastix, látigo, y phoros, llevar) son un grupo heterogéneo de protozoos caracterizados por la presencia de uno o más flagelos largos en una o en todas las fases de su ciclo vital. No es un grupo natural (de parentesco) y no tiene ya presencia en las clasificaciones modernas, pero se lo sigue citando en textos elementales como clase de un filo llamado protozoos. Los flagelos sirven para la locomoción y para la captura del alimento y pueden ser receptores sensoriales.
Muchos flagelados llevan vida libre y solitaria, algunos son sedentarios y otros forman colonias que comprenden desde pocos hasta miles de individuos. Abundan en las aguas dulces y en las saladas, donde, junto con las diatomeas, constituyen gran parte del alimento de algunos pequeños animales acuáticos. Cierto número de especies habitan en el suelo. Muchas especies contienen plastos con pigmentos de color; los que poseen clorofila pueden y, por parecer afines a las algas, se clasifican a menudo entre las plantas. Los flagelados de vida libre pueden muchas veces enquistarse para evitar las condiciones desfavorables.

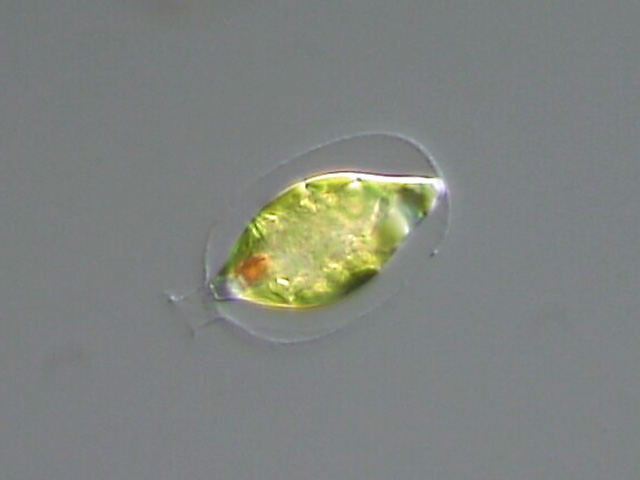
Trachelomonas, un flagelado.

Otras muchas especies son parásitas y causan enfermedades importantes, tanto de invertebrados como de vertebrados, incluyendo al ser humano (entre ellas Trypanosoma cruzi causante de la enfermedad de Chagas). 
El cuerpo celular suele ser de forma definida, oval, alargado o esférico, cubierto por una película, o, en ciertos grupos, acorazado. Presentan un núcleo simple ubicado en el centro y se reproducen mediante fisión binaria longitudinal. La reproducción suele ser por escisión múltiple y al menos dos grupos presentan reproducción sexual. 
Antiguamente los mastigoforos se consideraban una clase del filo de los protozoos. Puesto que algunos rizópodos también poseen flagelos en ciertas fases de su vida, y ciertos mastigóforos pasan por fases ameboideas estas dos clases se consideraban estrechamente relacionadas, y por ello se clasifican en el subfilo Sarcomastigophora. La clase de los mastigóforos se subdividía en dos subclases: Phytomastigophorea (protozoos de similar apariencia a plantas o fitoflagelados) y Zoomastigophorea (parecidos a animales o zooflagelados). Esta clasificación no tiene ningún sentido en la actualidad.
- Rizópodo, ciliado, esporozoo: para los restantes antiguos grupos de protozoos.
- Protista: para una clasificación moderna de los protozoos.